# Mladen Stojanović
Mladen S. Stojanović (Prijedor, 7. travnja 1896. – Jošavka, 2. travnja 1942.). Po zanimanju je bio liječnik. Kao član KPJ bio je aktivan i prije početka Drugog svjetskog rata. U NOB je stupio 1941., a poginuo je 1942. godine u selu Jošavka. Za narodnog heroja Jugoslavije proglašen je 7. kolovoza 1942. godine.

## Životopis
Mladen Stojanović rođen je 7. travnja 1896. godine u pravoslavnoj srpskoj obitelji. Otac, Simo Stojanović bio je pravoslavni svećenik. Stojanović je kao đak završavao razred po razred gimnazije u Tuzli i sve više iskazivao ljubav prema svojoj rodnoj grudi i njezinom narodu u BiH. Austro-Ugarska je BiH zaposjela 1878. godine a aneksirala 1908. godine. Kao đak tuzlanske gimnazije pripadao je omladini povezanoj s Mladom Bosnom. 
Nekoliko dana nakon atentata na prijestolonasljednika Franju Ferdinanda u Sarajevu, kao maturanta 3. srpnja 1914. godine austrijske vlasti zatvorile su Mladena Stojanovića u Tuzli. Suđenje je održano od 13. do 30. rujna 1915. godine u Bihaću. Mladen Stojanović je osuđen na 16 godina robije, a njegov brat Sreten na 10 godina. Mladen je amnestiran nakon 3 godine.

### Studij i rad
Godine 1918. kada je završio Prvi svjetski rat, Stojanović je nastavio studij i završio medicinu u Beču. Godine 1930. vratio se u rodni Prijedor. Dolaskom u Prijedor sirotinju je besplatno liječio, a često bi siromašnom bolesniku dao novac za put do kuće. Liječio je Krajišnike bez nagrade govoreći: »Najveća mi je nagrada zahvalne oči bolesnika, koje se pridižu i u život vraćaju.«
Tako je svojom čestitošću i ljudskim odnosom prema narodu stekao simpatije. Zadobio je veliko poštovanje i autoritet u narodu Kozare i Potkozarja i ušao u pjesmu naroda Krajine još i prije narodnog ustanka.

### Komunistička partija Jugoslavija (KPJ) i početak rata
U Prijedoru se Stojanović priključio radničkom pokretu. Krajem rujna 1940. godine dr. Mladen Stojanović primljen je u članstvo Komunističke partije Jugoslavije. Noseći iskustva iz mladosti, Mladen je dočekao Drugi svjetski rat kao prekaljen revolucionar. Kao vojni liječnik, Travanjski rat dočekao je u Dalmaciji. Nakon toga vratio se u Prijedor i nastavio s ilegalnim radom.
Dana 22. lipnja 1941. godine ustaše su dr. Mladena Stojanovića uhitile i zatvorile u Prijedoru s još 40 talaca, a 17. srpnja 1941. godine zapalivši slamu u zatvorskoj ćeliji i iskoristivši zabunu stražara, uspio je pobjeći iz prijedorskog zatvora u kozarska sela.
Samo osam dana kasnije, 25. srpnja 1941. godine u selu Gornji i Donji Orlovci, kod Prijedora, na partijskom savjetovanju dr. Mladenu Stojanoviću povjerena je dužnost rukovoditelja ustanka na Kozari. Dana 3. kolovoza 1941. godine govorio je na narodnom zboru kod crkve u selu Marinima. Obišao je i mjesta Karan u Gornjoj Dragotinji i Balj. Ljudi su mu beskrajno vjerovali, cijenili ga i poštovali, u mnoštvu odazivali su se njegovom pozivu i bez oklijevanja prihvaćali liniju Narodnooslobodilačkog pokreta. Od tada se pod Kozarom počinju odvijati događaji koji se ne mogu nikako odvojiti od njegovoga imena. Stojanović je poticatelj mnogobrojnih smjelih akcija pod Kozarom, koje su imale dalekosežni značaj.

### Prve borbe
Na Partijskom savjetovanju u Knežici 15. kolovoza 1941. godine, izabran je za komandanta jedinstvenog ustaničkog stožera za područje Kozare. U to vrijeme Nijemci su pripremali prvu ofanzivu protiv ustanika kozaračkog kraja. Tada su se počeli nizati okršaji s ustašama i Nijemcima.
Dana 10. rujna 1941. godine pet dotadašnjih odreda preraslo je u tri jake i dobro naoružane jedinice na čelu s dr. Mladenom Stojanovićem, koji sudjeluje u pripremama svih pokreta i akcija.
»Kotarska oblast« iz Bosanske Gradiške 1. studenoga 1941. godine obavještava ustaško redarstvo u Zagrebu o napadu ustanika na Gornje Podgradce.
Dana 16. studenoga 1941. godine izvršen je napad na Turjak i zarobljavanje 33. satnije domobrana. Stojanović je tada izvijestio ovako: »Moral partizanskih četa je odličan. Priliv naroda u čete svakim danom sve jači. Suradnja između naroda i vojske sve tješnja i dublja. Partizanska vojska postaje svakim danom prava vojska svoga naroda«.

### Bitka na Mrakovici
Poslije neuspjele ofenzive na Kozari, neprijatelj je ostavio jaku posadu na Mrakovici. Dr. Stojanović tada je napomenuo kako »na Kozari ne mogu biti dva gospodara, već samo partizani« i 5. prosinca 1941. godine poveo je svoje borce u napad na Mrakovicu. Mrakovica je zauzeta. Neprijatelj je imao više od 120 poginulih i 119 zarobljenih. Zarobljena je velika količina oružja i municije, mnogo ratnog materijala. Ovo je bila najznačajnija akcija Kozarskog odreda od njegovog formiranja. Pobjeda na Mrakovici silno je ojačala borbeni moral boraca i naroda. Odred je nastavio s akcijama.

### Nastavak rata
Dana 28. prosinca 1941. godine došlo je do susreta partizana i muslimanskih seljaka u Orahovi. U mnogim selima tada se mogla čuti pjesma: »Ide Mladen, vodi partizane, razveo ih na sve četir' strane«.
Odred je u to vrijeme već imao oko 1.000 boraca. Glavni stožerni ustaški odjel, priznajući da je dr. Stojanović organizirao snagu od oko 5.000 pušaka, 100 mitraljeza i 4 bacača, dodaje u jednom aktu kako je on »istaknuti komunist i cijeli njegov pokret je na komunističkoj bazi, iako je privukao sebi i priličan broj seljaka.«
Odred je pod Stojanovićevim zapovjedništvom izvodio pobjedonosne oružane akcije na Turjaku, Metalci, Podgradcima, na pruzi Bosanska Kostajnica-Bosanski Novi-Prijedor. Slobodni teritorij Drugoga krajiškog odreda proširio se i prema Lijevča polju i južno od pruge Prijedor-Ivanjska.
Siječnja 1942. godine Stojanović odlazi s Kozare na novu dužnost i nove zadatke. Čim je prešao Sanu i stupio na pod grmečko tlo, »dočekala ga je šuma barjaka i nepregledna masa seljaka i omladine«, zapisao je Branko Ćopić. Susret već legendarnog komandira i pisca opredijelio je Ćopića, po savjetu dr. Stojanovića, za pisanje i stihova o ratnim danima i podvizima.
Dana 22. siječnja 1942. godine dr. Stojanović je u stožeru Prvoga krajiškog odreda poslije obilaska Podgrmeča, gdje mu je dato priznanje da je njegov Kozarski odred »najorganiziraniji i najsređeniji u Bosanskoj krajini: vojnički, politički i u svakom drugom pogledu.« Također na Grmeču dr. Stojanović je obilazio jedinice i narod.

### Pogibija
Dana 10. veljače 1942. godine na vojno-političkoj konferenciji u Skender Vakufu (danas Kneževo), dr. Stojanović izabran je za načelnika Operativnog štaba za Bosansku krajinu. Kako bi suzbio djelovanje četnika u središnjoj Bosni, kao načelnik Operativnog štaba za Bosansku krajinu, kreće tamo s kozarskim proleterima.
Dana 8. ožujka 1942. godine dr. Stojanović s Kozarskom proleterskom četom krenuo je prema Lipovcu gdje se nalazila satnija predratnog učitelja Laze Tešanovića, ni partizanska ni četnička. Na proletere koji su po uskoj snježnoj stazi, prtini, išli pjevajući. Tešanović je iz zasjede naredio paljbu. Dvanaest Stojanovićevih boraca je ubijeno, a među ranjenima bio je i dr. Stojanović. Proleteri su na kraju odbili napad iz zasjede, pokopali mrtve i prenijeli ranjenike u Gornju Jošavku. Ovaj događaj je u cijeloj Bosanskoj krajini, a posebno na Kozari, izazvao ogorčeno reagiranje naroda. Dana 1. travnja 1942. godine ranjen u glavu, dr. Stojanović ležao je s ostalim ranjenicima u bolnici u Gornjoj Jošavci, a zatim je prenesen u obližnju kuću Danila Vukovića. Od ranjenog komandanta nije se odvajala dr. Danica Perović, koja ga je i operirala. Posebnog osiguranja nije bilo, jer se nije znalo da Rade Radić priprema četnički puč. Posljednji je ranjenog dr. Stojanovića posjetio Kosta Nađ. Toga dana, u 23 sata, u kuću je nahrupila skupina četnika. Oduzeli su dr. Stojanoviću pušku i pištolj, ali su se ujutro povukli.
Dana 2. travnja 1942. godine bio je koban za dr. Mladena Stojanovića. On i dr. Danica Perović ostali su cijeli dan sami u kući Danila Vukovića. Noć ranije četnici su zvjerski ubili partizanske ranjenike u obližnjoj bolnici. Rade Radić je zatražio od doktora Mladena neka napiše izjavu koja bi odgovarala četnicima, ali je on prkosno odbio. Uvečer je po ranjenika došla nova skupina četnika koje je predvodio Stanko Vrhovac iz Kokora. Iznijeli su dr. Stojanovića u i blizu potoka Mlinska rijeka neljudski, mučki ubili s dva metka iz puške.

## Legenda o Mladenu
Stojanović je bio izuzetna osobnost. Bio je, a to je i danas legenda za Kozarčane, Prijedorčane i Krajišnike, simbol ljubavi i brige za čovjeka, heroj snage epa. Među herojima Bosanske krajine Mladen Stojanović zauzima posebno mjesto. On je postao legendarni junak ne samo u Krajini nego i u čitavoj bivšoj Jugoslaviji.
Drugi krajiški (kozarski) NOP odred, 19. travnja 1942. godine, dobio je naziv Drugi krajiški NOP odred „Dr Mladen Stojanović“.
Odlukom Vrhovnog štaba NOP i DVJ, 7. kolovoza 1942. godine, proglašen je za narodnog heroja Jugoslavije, među prvim borcima NOV i POJ. U „Biletenu Vrhovnog štaba“ br 17-19 o proglašenju Mladena Stojanovića za narodnog heroja Jugoslavije piše:
Dana 10. rujna 1972. godine, istog dana kad je Josip Broz Tito otkrio spomenik na Kozari, Drugi krajiški NOP odred „Dr Mladen Stojanović“ odlikovan je Ordenom narodnog heroja.

## Citati iz literature
- Smrt Mladena Stojanovića tužno i bolno je odjeknula među njegovim Kozarčanima i Kozarom. Kozara je zavijena u tugu. Nad mrtvim tijelom svog Mladena, Kozarčani i Kozara dali su zavjet da će se složno boriti protiv izdajnika naroda i okupatora do konačnog oslobođenja.
- Njegov junački lik ostao je da živi zajedno sa slavom herojske Kozare.

## Povezano
- 1969. godine, Stojanovićev suborac general Rade Bašić objavio je knjigu o njegovom životu, a zatim napisao je i scenarij za film „Doktor Mladen”, snimljen 1975. godine u režiji Midhata Mutapdžića. Lik Mladena Stojanovića u ovom filmu tumačio je Ljuba Tadić i za ovu ulogu je dobio Zlatnu arenu na festivalu u Puli.

## Vanjske poveznice
- Teniski klub koji je osnovao Stojanović dr. Mladen  Arhivirana inačica izvorne stranice od 5. lipnja 2008. (Wayback Machine) (srp.)
- Kulturno umetničko društvo iz Mladenova, pored Bačke Palanke, koje nosi ime Stojanović dr. Mladena[neaktivna poveznica] (srp.)